# Basilicata
«Базиліката» (італ. Basilicata) — бронепалубний крейсер типу «Кампанія» Королівських ВМС Італії початку XX століття.

## Історія створення
Крейсер «Базиліката» був закладений 9 серпня 1913 року на верфі «Cantiere navale di Castellammare di Stabia» у Кастелламмаре-ді-Стабія. Спущений на воду 27 липня 1914 року, вступив у стрій 1 серпня 1917 року.
Оскільки завершення будівництва корабля припало на воєнний час, то якість виконання робіт та матеріалів значно впали, внаслідок чого парові машини крейсера так і не змогли досягти обумовленої потужності у 5000 к. с.

## Історія служби
Коли крейсер став до дії, він ніс службу в Лівії.
19 серпня 1919 року, коли корабель перебував у порту Суеца, його котли вибухнули через низьку якість виготовлення, внаслідок чого крейсер затонув. 
Корабель був піднятий наступного року, але його ремонт був визнаний недоцільним, і він був проданий на злам.